# 马六甲王朝皇宫博物馆

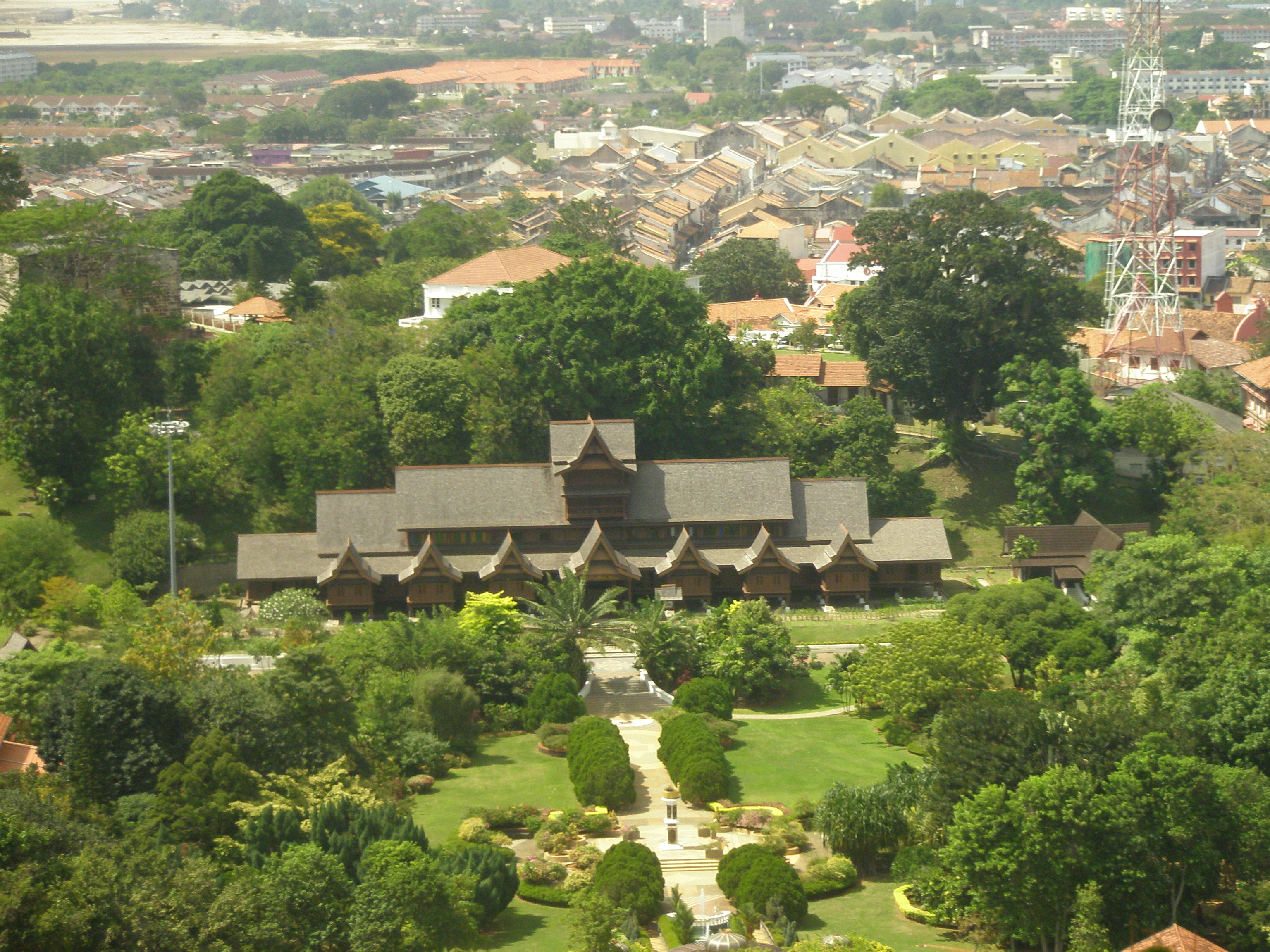
马六甲王朝皇宫博物馆

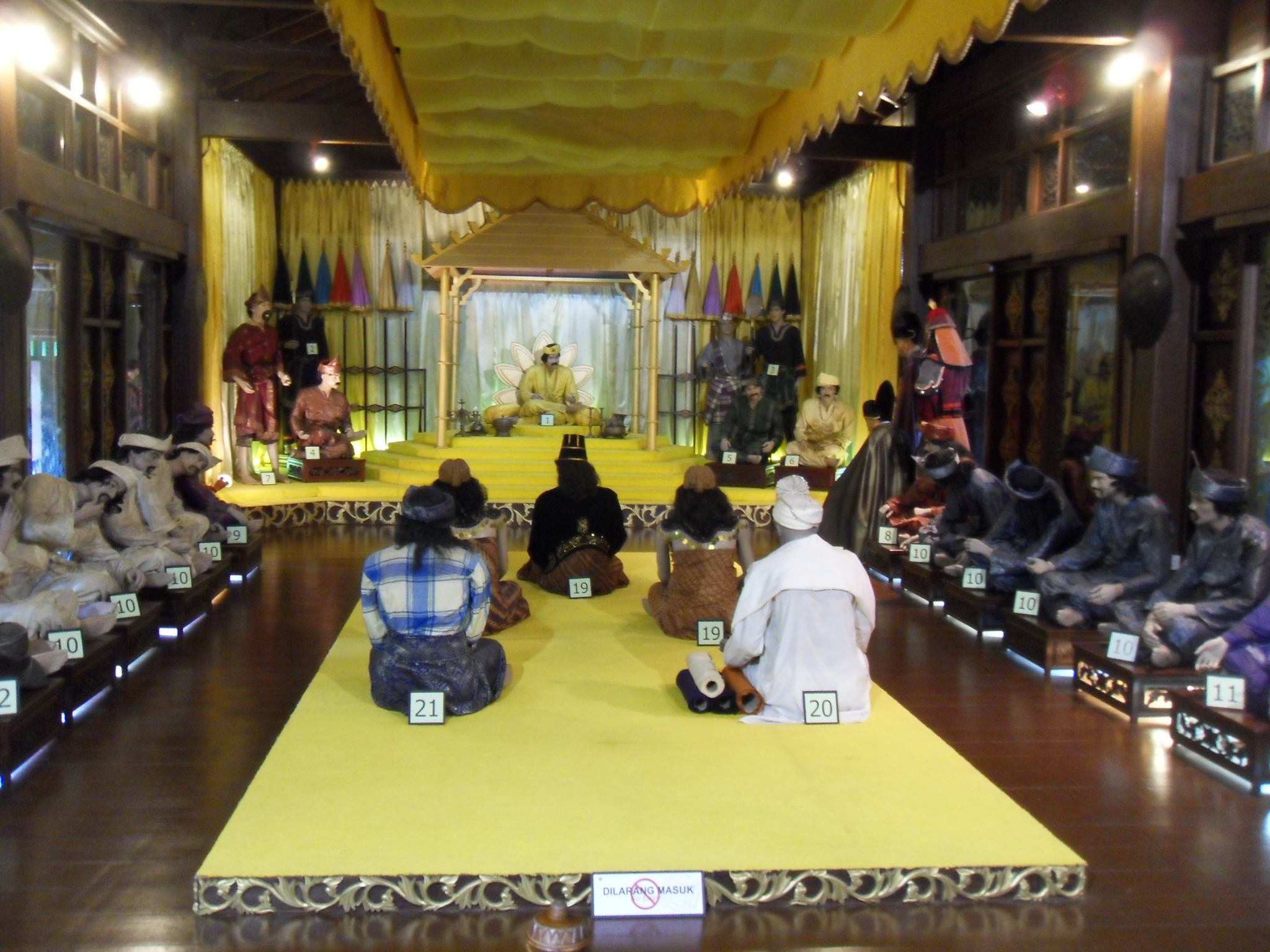
博物馆内部展览厅

马六甲王朝皇宫博物馆是一座位于马来西亚马六甲州马六甲市的博物馆。该建筑是根据从《马来纪年》获得的资料，对马六甲苏丹国宫殿进行的现代重建。这座博物馆于1986年7月17日由时任首相马哈迪·莫哈末正式主持开馆。